# Phaeogenes phycidis
Phaeogenes phycidis är en stekelart som beskrevs av William Harris Ashmead 1898. Phaeogenes phycidis ingår i släktet Phaeogenes och familjen brokparasitsteklar. Inga underarter finns listade i Catalogue of Life.